# Alireza Dabir
Alireza Dabir (pers. ‏علیرضا دبیر‎; ur. 16 września 1977 w Teheranie) – irański zapaśnik walczący w stylu wolnym. Do jego największych sukcesów należy złoty medal olimpijski z igrzysk w Sydney w 2000 roku, złoty (1998) oraz trzy srebrne (1999, 2001, 2002) medale Mistrzostw Świata, a także srebrny medal Igrzysk Azjatyckich w Pusan w 2002 roku. Triumfator Pucharu Świata w 1998, 1999, 2000 i 2001 roku.
Na igrzyskach w Atenach 2004 zajął 18. miejsce. Uniwersytecki mistrz świata w 1998 i 2002 i drugi w 1996. Mistrz świata juniorów w 1994 i 1997 roku.